# Terras fönster nr 7
Terras fönster nr 7 är en svensk kortfilm från 1953. Den var en kavalkad om livet i Stockholm under 700 år.

## Rollista
- Elisaveta
- Allan Bohlin
- Curt "Minimal" Åström
- Carl-Gustaf Lindstedt
- Sven Lindberg
- Hanny Schedin

### Fotnoter
1. ↑  ”Terras fönster nr 7”. Svensk Filmdatabas. http://www.sfi.se/sv/svensk-filmdatabas/Item/?itemid=15186&type=MOVIE&iv=Basic&ref=/templates/SwedishFilmSearchResult.aspx?id%3d1225%26epslanguage%3dsv%26searchword%3dterras+f%C3%B6nster%26type%3dMovieTitle%26match%3dBegin%26page%3d1%26prom%3dFalse. Läst 12 mars 2013.